# Henotesia turbata
Henotesia turbata är en fjärilsart som beskrevs av Butler 1880. Henotesia turbata ingår i släktet Henotesia och familjen praktfjärilar. Inga underarter finns listade i Catalogue of Life.